# Kleines Mausohr
|  | Dieser Artikel wurde aufgrund von formalen oder inhaltlichen Mängeln in der Qualitätssicherung Biologie zur Verbesserung eingetragen. Dies geschieht, um die Qualität der Biologie-Artikel auf ein akzeptables Niveau zu bringen. Bitte hilf mit, diesen Artikel zu verbessern! Artikel, die nicht signifikant verbessert werden, können gegebenenfalls gelöscht werden. Lies dazu auch die näheren Informationen in den Mindestanforderungen an Biologie-Artikel. |

Das Kleine Mausohr (Myotis blythii, Syn.: Myotis oxygnathus) ist eine Fledermaus-Art aus der Gattung der Mausohren, die 1857 von Robert Fisher Tomes erstmals beschrieben wurde.
Der Artzusatz im wissenschaftlichen Namen ehrt den englischen Zoologen Edward Blyth.

## Beschreibung
Das Kleine Mausohr ähnelt sehr dem etwas größeren Großen Mausohr. Es erreicht eine Kopf-Rumpf-Länge von 62 bis 71 (selten ab 54, bzw. bis 76) Millimeter und ein Gewicht von 15 bis 28 Gramm. Die Spannweite beträgt 380 bis 400 Millimeter, die Condylobasallänge 17,2 bis 18,5 Millimeter. Der Schwanz ist 53 bis 59 (maximal 60) Millimeter lang, die Ohren 19,8 bis 23,5 (maximal 26) Millimeter und der Unterarm 52,5 bis 59 (maximal 62,5) Millimeter. Die Ohren sind schmal und kürzer als die des Großen Mausohrs. Der Vorderrand der Ohren ist nicht so stark nach hinten gekrümmt, und die Ohren laufen spitzer zu. Der Tragus ist an der Basis schmaler, lanzettförmig und wird fast halb so lang wie das Ohr. Der Außenrand des Ohres weist 5 bis 6 Querfalten auf. Die Schnauze ist im Vergleich zum Großen Langohr schmaler und spitzer, wodurch sie länger wirkt. Das Fell ist kurz, und die Haarbasis ist dunkelgrau. Die Oberseite ist grau mit einer bräunlichen Tönung, die Unterseite dagegen ist grauweiß. Ohren, Schnauze und Flughäute sind hell graubraun. Der Tragus ist hell gelblich weiß. Die Flughaut der Arme setzt an der Basis der Zehen an. Der Sporn wird ungefähr halb so lang wie die Schwanzflughaut und weist einen schmalen Hautsaum auf. In der Schweiz gefundene Tiere haben meist einen hellen Fleck zwischen den Ohren.

## Verbreitung
Das europäische Verbreitungsgebiet des Kleinen Mausohrs umfasst Südeuropa und den europäischen Mittelmeerraum, die Art fehlt aber auf den Inseln Korsika, Sardinien und Malta. Im Norden ist die Art bis Spanien, Südost-Frankreich, Schweiz, Österreich, Slowakei, Ungarn, Rumänien und Moldawien anzutreffen. In Deutschland kommt sie nicht vor. In der Schweiz und in Österreich gab es bisher nur vereinzelte Funde. In Kleinasien ist sie weit verbreitet, sie kommt auch auf den Inseln Zypern und Kreta vor. Ihr Verbreitungsgebiet reicht in Asien vom Nahen Osten über den Kaukasus bis nach Zentralasien.

## Lebensraum
Das Kleine Mausohr kommt in wärmebegünstigten Gebieten in lockeren Baum- und Buschbeständen, Parks, Karstgebieten, aber auch in Ortschaften vor.  Die Art wurde bis in Höhenlagen von 1000 Meter nachgewiesen.

## Lebensweise

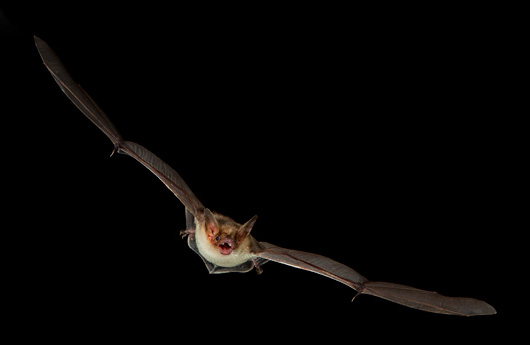
Kleines Mausohr im Flug

Die Wochenstuben der Tiere befinden sich hauptsächlich in warmen Höhlen, es werden aber auch Dachböden angenommen.
Diese Sommerquartiere können bis zu 5000 Tiere beherbergen und werden häufig in Mischkolonien mit Langflügelfledermäusen, Hufeisennasen und dem Großen Mausohr angetroffen. Selten sind Einzeltiere auch in Baumhöhlen zu finden. Die Winterquartiere sind Höhlen und Stollen, in denen bei 6 bis 12 °C überwiegend frei hängend überwintert wird. Das Kleine Mausohr ist eine wanderfähige Art, die weiteste nachgewiesene Wanderung ging 600 km weit.
Was die Zusammensetzung der Nahrung betrifft, so ergab eine Studie, bei der die Zusammensetzung des Kots einer Kolonie in Bulgarien analysiert wurde, dass sich Kleine Mausohren dort überwiegend von Gliederfüßern ernähren, wobei der Anteil an Insekten vor allem Zweiflügler, aber auch Laufkäfer und Heuschrecken enthielt. Im Gegensatz zum Großen Mausohr fressen Kleine Mausohren fast keine Spinnentiere (1 Prozent) oder Schnecken (ebenfalls nur 1 Prozent). Da zahlreiche Beutetiere im Gras oder in Bodennähe leben, wird die Beute meist im Rüttelflug von Grashalmen abgelesen, vom Boden aufgenommen oder auch gelegentlich direkt in der Luft gefangen.
Die Paarungszeit beginnt im Herbst und dauert wahrscheinlich bis ins Frühjahr. Männchen können einen Harem aus mehreren Weibchen haben. Die Weibchen bringen ein Junges zu Welt. Kleine Mausohren werden bis zu 13 Jahre alt. Sie jagen in der Dunkelheit oder der späten Dämmerung. Ihr Flug ist gleichmäßig und langsam, sie sind auf engem Raum wendiger als das Große Mausohr.

## Schutz
Das Kleine Mausohr wird von der Europäischen Union in den Anhängen II und IV der FFH-Richtlinie geführt und gilt somit als streng zu schützende Art von gemeinschaftlichem Interesse, für deren Erhalt besondere Schutzgebiete ausgewiesen werden müssen.

## Belege